# Пенчо Кулеков
Пенчо Радков Кулеков е български художник, илюстратор.

## Биография
Роден е на 5 април 1924 г. в с. Хирево. През 1943 г. завършва гимназия в Севлиево, където днес в Дома на културата е разположена постоянна експозиция с негови графики. През 1955 г. завършва Художествената академия със специалност графика и илюстрация в класа на проф. Илия Бешков.
Между 1957 и 1976 г. е художествен редактор на сп. „България днес“. Автор е на илюстрациите на множество книги. През 1962 г. прави първата си самостоятелна художествена изложба. През 1980 г. урежда самостоятелна изложба на екслибриси, които рисува от 1955 г. Считан е за един от доайените на изкуството на екслибриса в България.
Умира в родното си село на 93-годишна възраст на 12 октомври 2017 г.

## Признание и награди
Носител е на множество награди, сред които Грамота за екслибрис на IX национална изложба на илюстрацията и изкуството на българската книга (1982) и награда за цялостно творчество на II международно биенале на екслибриса в България (2006).